# Leucodon secundus
Leucodon secundus är en bladmossart som beskrevs av Mitten 1859. Leucodon secundus ingår i släktet Leucodon och familjen Leucodontaceae. Inga underarter finns listade i Catalogue of Life.